# Kola Real
Kola Real is een Peruaanse frisdrank die ook wordt verkocht onder de naam Big Cola. Het is een van de populairste merken van de Ajegroup, een marktleider op de Latijns-Amerikaanse drankenmarkt.
Na de introductie in Peru in 1988 ten tijde van een grote economische crisis, worden de producten van de Ajegroup nu ook verkocht in Ecuador, de Dominicaanse Republiek, Venezuela, Costa Rica, Mexico en Thailand. De naam "Kola Real" wordt hoe langer hoe minder gevoerd; enkel nog in Peru, Venezuela en Ecuador komt men deze nog tegen. In de andere landen wordt de verkoop steeds meer onder de vlag van "Big Cola" gedaan.
Kola Real en Big Cola zijn verkrijgbaar in glazen flessen van 400 ml en in petflessen met vele verschillende groottes variërend van 0,355 tot 3,3 liter.